# Alex Konanykhin
Alex Konanykhin (Ostáshkov, URSS; 1966) es un empresario ruso, ex banquero y antiguo miembro del círculo político del expresidente Borís Yeltsin. Ganó fama como emprendedor de firmas dedicadas a Internet. En 2010, lanzó Wikiexperts.us, un proyecto consistente en contratar a escritores para que, cumpliendo con los requisitos exigidos por Wikipedia, elaboraran artículos que otorgaran visibilidad a entidades, empresas y personalidades. Dicha propuesta, sin embargo, no ha sido aceptada por la Fundación Wikimedia.

## Biografía
Formado en el Instituto de Física y Tecnología de Moscú y con estudios en la Escuela de Negocios de Edimburgo, Konanykhin se radicó en Estados Unidos a mediados de la década de 1990. En febrero de 1999, un juzgado de inmigración de Estados Unidos le otorgó asilo político a Konanykhin y su segunda esposa, Elena Gratcheva. En su solicitud, Konanykhin alegaba que se enfrentaba a persecución y amenazas en su país natal. Aunque su permiso de asilo fue temporalmente revertido en 2003 por una orden del Departamento de Justicia, en 2007 le fue nuevamente concedido.

## Carrera profesional
En 1997, Konanykhin fundó KMGi, una compañía de soluciones tecnológicas. También preside Intuic, firma dedicada a la visibilidad de marcas y empresas en las redes sociales. Konanykhin es reconocido además como analista de tendencias económicas y negocios relacionados con Internet y las nuevas tecnologías y ha publicado artículos tanto en medios especializados como en diarios reconocidos como La Vanguardia (Barcelona).

### Transparent Business
En 2012, Konanykhin presentó oficialmente el software Transparent Business, una plataforma diseñada para la gestión y monitoreo de distintas modalidades de teletrabajo.  La herramienta utiliza, entre otros mecanismos, la captura de pantallas de ordenadores remotos facilitando la supervisión de proyectos conjuntos independientemente de la distancia a la que se encuentren los miembros de un mismo equipo de trabajo. 